# Cisticola lateralis
Cisticola lateralis е вид птица от семейство Cisticolidae.

## Разпространение
Видът е разпространен в Ангола, Бенин, Бурунди, Камерун, Централноафриканската република, Република Конго, Демократична република Конго, Кот д'Ивоар, Габон, Гамбия, Гана, Гвинея, Гвинея-Бисау, Кения, Либерия, Мали, Нигерия, Сенегал, Сиера Леоне, Южен Судан, Судан, Того, Уганда и Замбия.